# Edrom Parish Church

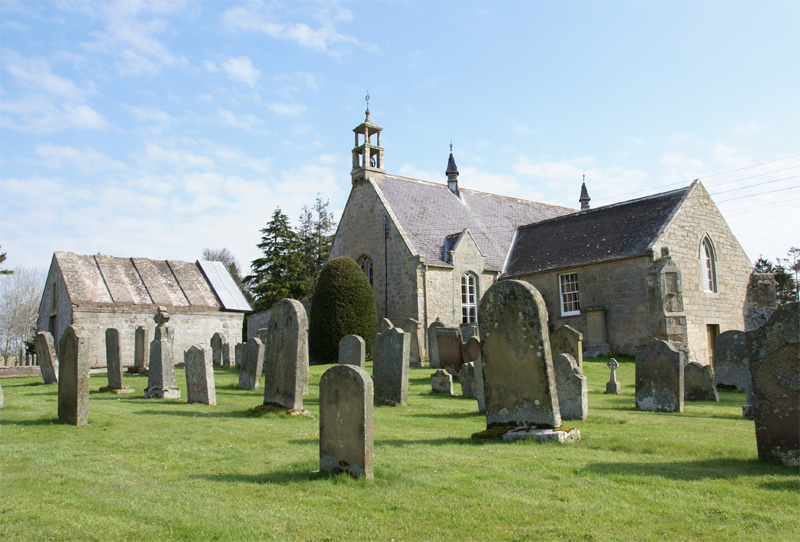
Kirche von Südsüdwesten mit älterem Südquerhaus von 1499

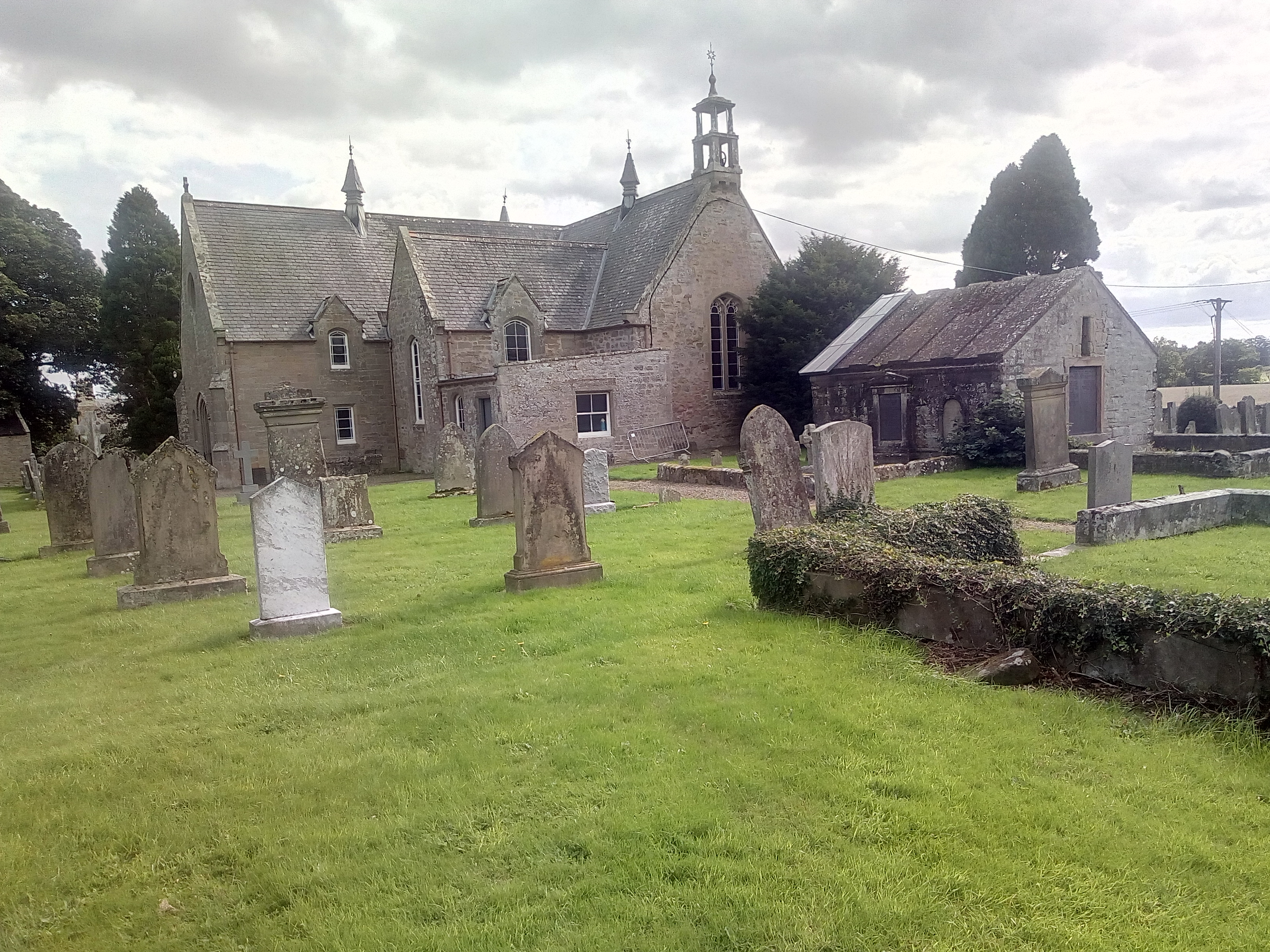
Kirche von Nordwesten mit Nordquerhaus und einem von dessen kürzeren Seitenschiffen

Die Edrom Parish Church ist ein Kirchengebäude der presbyterianischen Church of Scotland. Es liegt in dem schottischen Weiler Edrom in der Council Area Scottish Borders. 1971 wurde das Bauwerk in die schottischen Denkmallisten der höchsten Denkmalkategorie A aufgenommen. Des Weiteren war ein Portalfragment auf dem Gelände als Scheduled Monument klassifiziert. Dieser Status wurde jedoch 2019 aufgehoben.

## Geschichte
Spätestens seit 1139 befindet sich eine Kirche am Standort. In diesem Jahr wurde diese Marienkirche der Coldingham Priory unterstellt. Im Jahre 1499 wurde der Blackadder Aisle hinzugefügt. Dieser ist bis heute erhalten, wurde jedoch im Laufe der Jahrhunderte stark überarbeitet. 1737 wurde die alte Kirche abgebrochen. In den Bau der heutigen Edrom Parish Church im selben Jahr wurden Fragmente und Fundamente des Vorgängerbauwerks integriert. 1886 wurde das Gebäude restauriert und erweitert. Bemerkenswert ist der Fund eines Hogbacks aus dem 11. Jahrhundert auf dem Friedhof.

## Beschreibung
Die Edrom Parish Church steht inmitten des umgebenden Friedhofs am Westrand von Edrom. Rund 200 m nördlich verläuft das Whiteadder Water. Die Kirche bildet mit ihrem Querschiff einen kreuzförmigen Grundriss. Bei dem südlichen Teil des Querschiffs handelt es sich um den 1499 erbauten Blackadder Aisle, der aus dem Vorgängerbauwerk übernommen wurde. Das Mauerwerk besteht aus Bruchstein vom Sandstein, der grob zu Quadern behauen wurde, mit abgesetzten Natursteindetails. Die Fenster schließen teils mit Tudorbögen. Auf dem Westgiebel sitzt ein zweistöckiger Dachreiter mit offenem Geläut auf. Das nördliche Querhaus hat zwei kurze Seitenschiffe. So ergibt sich zusammen mit den Hauptschiff eine außergewöhnlich geformte Hallenkirche.

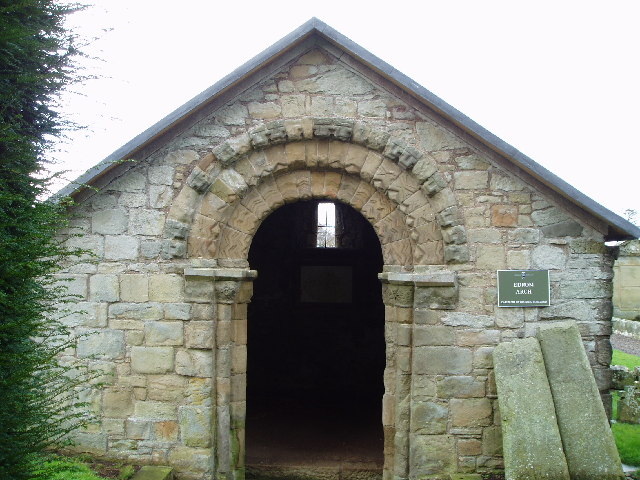
Romanischer Bogen, als Eingang einer Familiengruft wiederverwendet

Auf dem umgebenden Friedhof, auf den sich der Denkmalschutz explizit erstreckt, sind zahlreiche Grabsteine aus vergangenen Jahrhunderten zu finden. Bemerkenswert ist der romanische Torbogen aus einem Vorgängerbauwerk. Er wurde als Eingangsportal in die Familiengruft der Logans integriert.

## Nachreformatorische Pfarrer bis 1896
- Patrick Galt (1578–1582)
- William Carrail (1583–1612)
- Matthew Carrail (1612–1646)
- John Home (1646–1648)
- William Home (1648–1649)
- Thomas Svynetowne (1649–1661)
- Andrew Bannatin (1662–1665)
- Alexander Hewat (1665–1677)
- Patrick Robertson (1682–1686)
- John Barclay (1689)
- Andrew Guthrie (1690–1698)
- Thomas Anderson (1701–1712)
- Alexander Trotter (1713–1758)
- William Redpath (1759–1797)
- John Hastie (1797–1822)
- Alexander Cuthbertson (1823–1849)
- James Wilson (1849–1872)
- George Gibson Gunn (1872–1882)
- Macduff Simpson (ab 1883)

(Quelle:)